# パンスト太郎
パンスト太郎（パンストたろう）は、高橋留美子の漫画『らんま1/2』、及びそれを原作とするアニメに登場する架空の人物。アニメでの声優は古本新之輔。

## 人物
腰にパンティストッキングをベルトのように巻いた中国人。水をかぶると、ウシの頭に雪男の体、鶴の翼にウナギの尻尾という怪物になり、お湯をかぶると元に戻る。これは呪泉郷の畔で産まれ、その場に居合わせた八宝斎が産湯として「鶴とウナギを抱えてウシにまたがった雪男が溺れた」牛鶴鰻毛人溺泉につけてしまったためである。が、変身後の身体は大柄で力もあって打たれづよく、空も飛べるなど凄まじい戦闘能力をもち、本人はこの変身形態を気に入っている。ただし、「産湯につけた者がその子の名前を決める」という村の掟に従って八宝斎が命名したパンスト太郎という名前については恨んでおり、改名を希望して八宝斎を追いかけている。作中で一度は改名を認めさせることに成功するが、結局八宝斎の一言で元の名前に戻ってしまう。
口癖は「ぐふっ」。目つきが悪く、ひねくれた性格。早乙女乱馬のことを「オカマ野郎」と呼び、逆に乱馬からは「パンスト野郎」と呼ばれており、互いに「その名を呼ぶな」といがみ合っている。なお、ネーミングセンスはあまりよくないようで、改名後の名前としてかっこいい太郎を希望していた。
かなりの野心家で、強くなることに執着している。後にパワーアップのため、自ら章魚溺泉につかり、水をかぶるとそれまでの怪物姿に加え、背中からタコの足が生えるようになり、指先からタコスミを噴き出すことが可能となった。乱馬には劣るものの人間の姿でも相応に実力者である。

### 技
名前はゲーム『らんま1/2 爆烈乱闘篇』より。
超カッコいいパンチ
普通のパンチ。
イカスキック
普通の空中キック。
地勢虎狼脚
片手で体を支えて横に一回転する足払い。
白殺、天空改名脚
空中から相手に膝を叩き付ける。
一発逆転男蹴り
逆立ちして、前方に炎を纏った飛び蹴りを喰らわせる。